# Луиза фон Баден
Луиза Амелия Стефани фон Баден (на немски: Luise Amelie Stephanie Prinzessin von Baden; * 5 юни 1811, Швецинген; † 19 юли 1854, Карлсруе) е принцеса от Баден и чрез женитба принцеса Васа на Швеция.

## Живот
Тя е дъщеря на великия херцог Карл Лудвиг Фридрих фон Баден (1786 – 1818) и имперската принцеса Стефани дьо Боарне (1789 – 1860), осиновената дъщеря на Наполеон Бонапарт. Нейният баща е по-малък брат на руската царица Елизавета Алексеевна, съпруга на цар Александър I от Русия.
Луиза се омъжва на 9 ноември 1830 г. в Карлсруе за първия си братовчед принц Густаф фон Васа (1799 – 1877), наследствен принц на Швеция, син на сваления шведския крал Густав IV Адолф (1778 – 1837) и съпругата му Фридерика фон Баден. Принц Густаф е на австрийска военна служба и двамата живеят в двореца Шьонбрун, Виена. През 1844 г. се развеждат.
Луиза умира на 19 юли 1854 г. и на 26 юли тялото ѝ е пренесено в Зигмаринген, където тогава живее нейната сестра Йозефина фон Баден, съпруга на княз Карл Антон фон Хоенцолерн-Зигмаринген. Там е погребана във гробницата на великите херцози.
- Луиза фон Баден, 1837
- Принц Густаф Васа
- Принцеса Луиза фон Баден

## Деца
Луиза фон Баден и Густаф фон Васа имат две деца:
- син (1832)
- Карола (1833 – 1907), омъжена на 18 юни 1853 г. за Алберт I (1828 – 1902), крал на Саксония (1873 – 1902).